# Музей соли (Мозель)
Музей соли (фр. Musée départemental du sel) — региональный краеведческий музей в старинном городе Марсаль французского департамента Мозель в Лотарингии. Расположен в здании крепостных ворот, известном как Порт-де-Франс.

## Описание

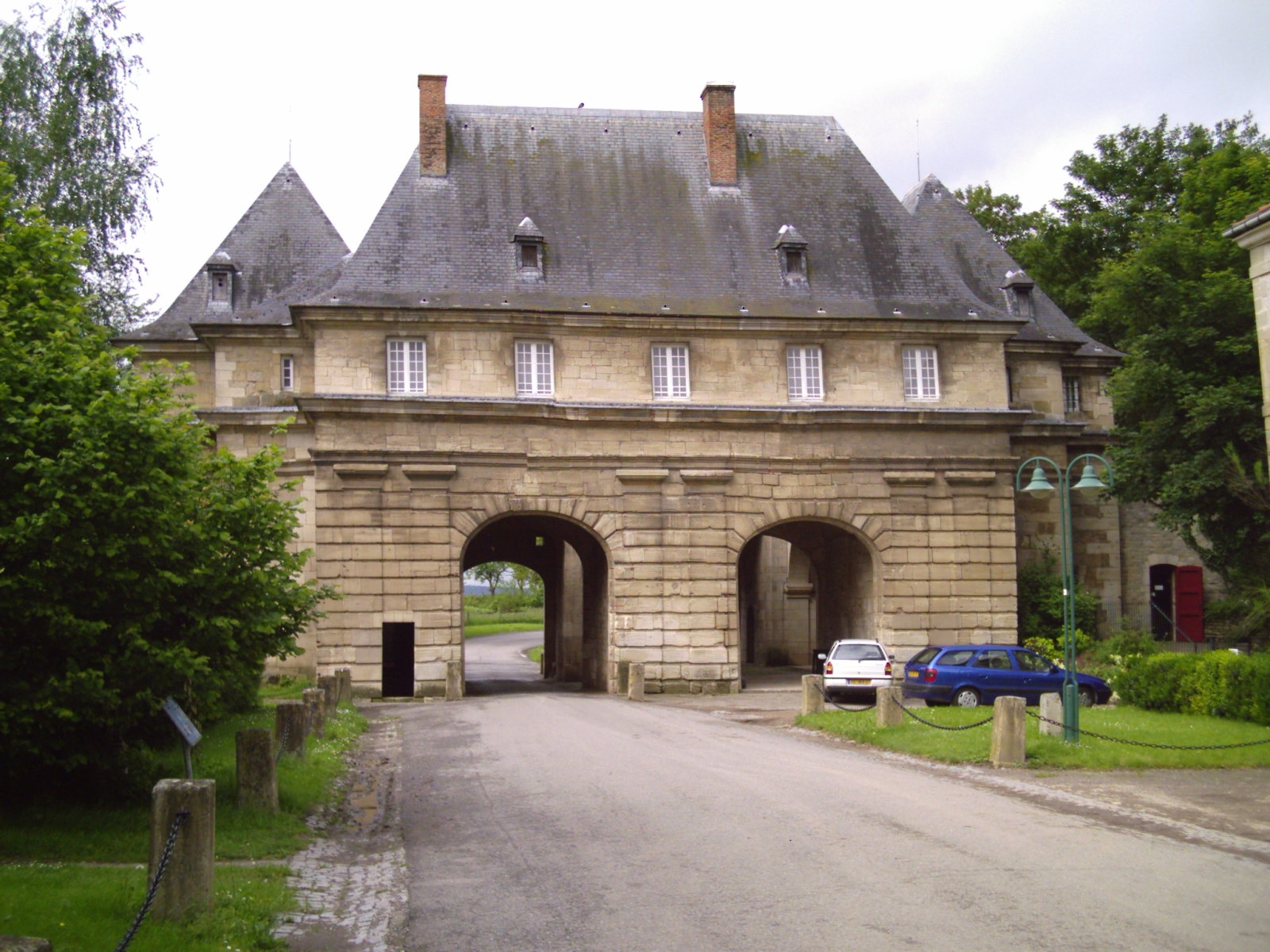
Вид с внутренней стороны

Естественно-исторический регион Сольнуа (фр. Saulnois) в Лотарингии известен своими залежами соли. Марсаль расположен в центре Сольнуа. Известно, что люди стали заниматься добычей соли в этих местах начиная с железного века. Постепенно добыча расширялась и достигла промышленных масштабов. Во времена расцвета здесь производилось 20 тысяч тонн соли в год.
Источники соли в Марсале, окружённом крепостной стеной с XIII века, всегда привлекали внимание герцогов Лотарингии, епископов Меца и французских королей.
Музей соли расположен в здании одних из двух крепостных ворот, сооружённых Вобаном и известных как Порт-де-Франс («французские ворота»). Здесь представлена история «белого золота», многочисленные виды соли и способы её добычи с первобытных до наших времён. Кроме этого, в коллекцию музея входят археологические находки, относящиеся к истории крепости Вобана, предметы XIV века, экспонаты повседневной жизни и коллекция солонок.